# Kapoeta
Kapoeta   (în arabă كبويتا) este un oraș în Sudanul de Sud. Este reședința statului Ecuatoria de Est.